# Mzeo
«Mzeo» —en georgiano: «მზეო»; en español: «Sol»— es una canción compuesta por Maka Davitaia e interpretada en georgiano por Mariam Mamadashvili. Fue elegida para representar a Georgia en el Festival de la Canción de Eurovisión Junior de 2016 mediante la elección interna de la Radiodifusión Pública de Georgia (GPB), y se declaró ganadora de esa edición.

## Festival de la Canción de Eurovisión Junior 2016
La canción fue elegida como representación georgiana en el Festival de Eurovisión Junior 2016 el 30 de septiembre de 2016.
La canción fue interpretada 17.ª (última) en la noche del 20 de noviembre de 2016 por Mariam Mamadashvili, precedida por Chipre con George Michaelides interpretando «Dance Floor». Al final de las votaciones, la canción había recibido 239 puntos, quedando en primer puesto de un total de 17 y declarándose así ganadora del festival, solo 7 puntos por encima de la canción subcampeona.